# Meg Thalken
Margaret A 'Meg' Thalken (Washington D.C., 30 september 1954) is een Amerikaanse actrice.
Thalken begon in 1982 met acteren in de televisieserie Chicago Story. Hierna heeft zij nog meerdere rollen gespeeld in televisieseries en films.

## Filmografie

### Films
- 2021 Christmas...Again?! - als mrs. Brown
- 2018 This Day Forward - als pastor Lindsley
- 2015 Henry Gamble's Birthday Party - als Rose Matthews
- 2014 The Secret Santa - als Margaret Burke
- 2014 Bad Johnson - als dokter
- 2009 Hannah Free – als postbeambte
- 2002 Dragonfly – als gaste
- 1998 U.S. Marshals – als verkoopster Saks
- 1996 A Family Thing – als dokter
- 1992 The Babe – als verpleegster van Johnny
- 1988 Poltergeist III – als Deborah
- 1983 Through Naked Eyes – als beveiligster
- 1983 Class – als Bar patron

### Televisieseries
Uitgezonderd eenmalige gastrollen.
- 2022 Paper Girls - als Meemaw Radakowski - 3 afl.
- 2021 Chicago Med - als Eleanor Holt - 2 afl.
- 2018 Easy Abby - als ?? - 2 afl.
- 2015 What's Your Emergency - als 911 beller (stem) - 2 afl.
- 1996-2008 ER – als helikopterverpleegster – 7 afl.
- 1996-1997 EZ Streets – als Alice Beatty – 2 afl.